# Margarita Simonjan
Margarita Simonovna Simonjan (Russisch: Маргарита Симоновна Симоньян) (Krasnodar, 6 april 1980) is een Russische mediamanager. Zij is hoofdredacteur van de Russische staatsgecontroleerde omroep RT en van de staatsmediagroep Rossija Segodnja. Ze is een loyalist van het Kremlin en staat dicht bij president Vladimir Poetin.

## Carrière
Simonjan werd geboren in de zuidelijke Russische stad Krasnodar, in een Armeense familie. Beide ouders zijn afstammelingen van Armeense vluchtelingen uit het Ottomaanse Rijk. Ze studeerde af aan de Koeban-staatsuniversiteit en de Vladimir Pozner School for Television Excellence. Ze berichtte als correspondent over de Tweede Tsjetsjeense Oorlog en de ernstige overstromingen in de kraj Krasnodar voor een lokaal televisiestation. In 2002 werd ze regionaal correspondent voor de Russische nationale televisiezender Rossija en bracht ze verslag uit over de gijzeling van de school in Beslan in 2004. Vervolgens verhuisde ze naar Moskou, waar ze zich aansloot bij de Russische pool van Kremlin-verslaggevers.
Simonjan was pas 25 toen ze in 2005 werd benoemd tot hoofdredacteur van RT (toen bekend als Russia Today). Ze verklaarde in een interview uit 2008 dat "haar leeftijd er vaak toe leidt dat mensen aannames doen over hoe ze aan haar baan is gekomen." Andrej Richter, directeur van het Moskouse Instituut voor Mediarecht en Beleid en hoogleraar journalistiek aan de Staatsuniversiteit van Moskou, suggereerde dat ze 'benoemd is omdat ze goede connecties heeft'. Ze is een loyalist van het Kremlin en staat dicht bij president Vladimir Poetin.

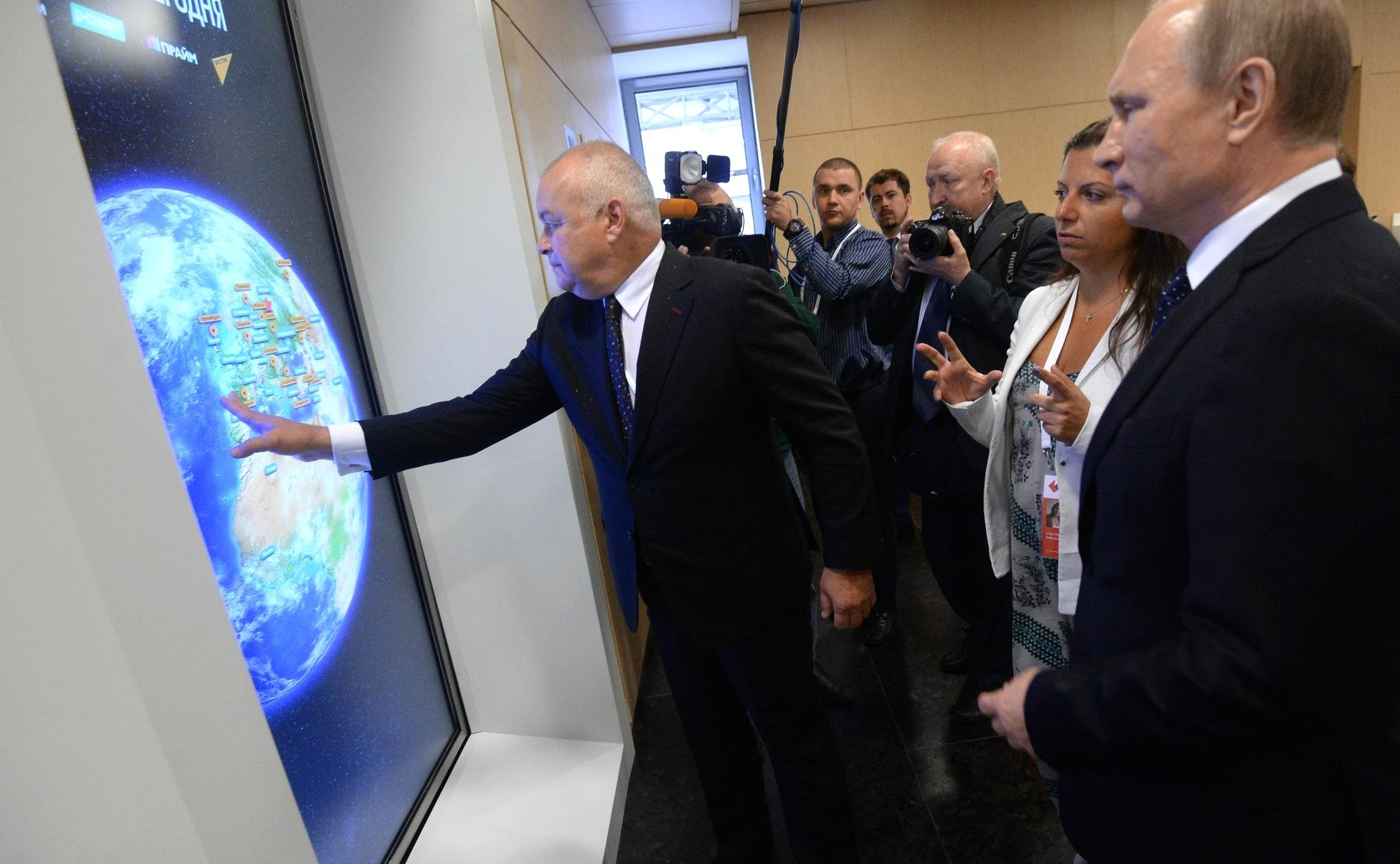
Simonjan met president Poetin en tv-presentator Dmitri Kiseljov in juni 2016

Op 31 december 2013 werd ze benoemd tot hoofdredacteur van het nieuwe persbureau Rossija Segodnja dat eigendom is van de overheid, en fungeert ze tegelijkertijd als hoofdredacteur van beide organisaties. Nadat ze door president Petro Porosjenko was opgenomen op de sanctielijst van Oekraïne, werd haar in mei 2016 de toegang tot Oekraïne ontzegd.
In april 2022 stelde Simonjan voor om het artikel over het verbod op censuur uit de Russische grondwet van 1993 te verwijderen. Volgens haar zal de vrijheid van meningsuiting leiden tot ‘de ineenstorting’ van Rusland. Ze riep op tot het navolgen van de Volksrepubliek China, een “niet-vrij maar welvarend land”.

## Sancties
In 2022 en 2023 werd Simonjan gesanctioneerd door de Europese Unie, het Verenigd Koninkrijk, Oekraïne, Armenië en andere staten vanwege haar centrale rol in de staatspropaganda voor en tijdens de Russische invasie van Oekraïne.

## Privéleven
Simonjan is getrouwd heeft drie kinderen.